# Great Northern, Piccadilly and Brompton Railway

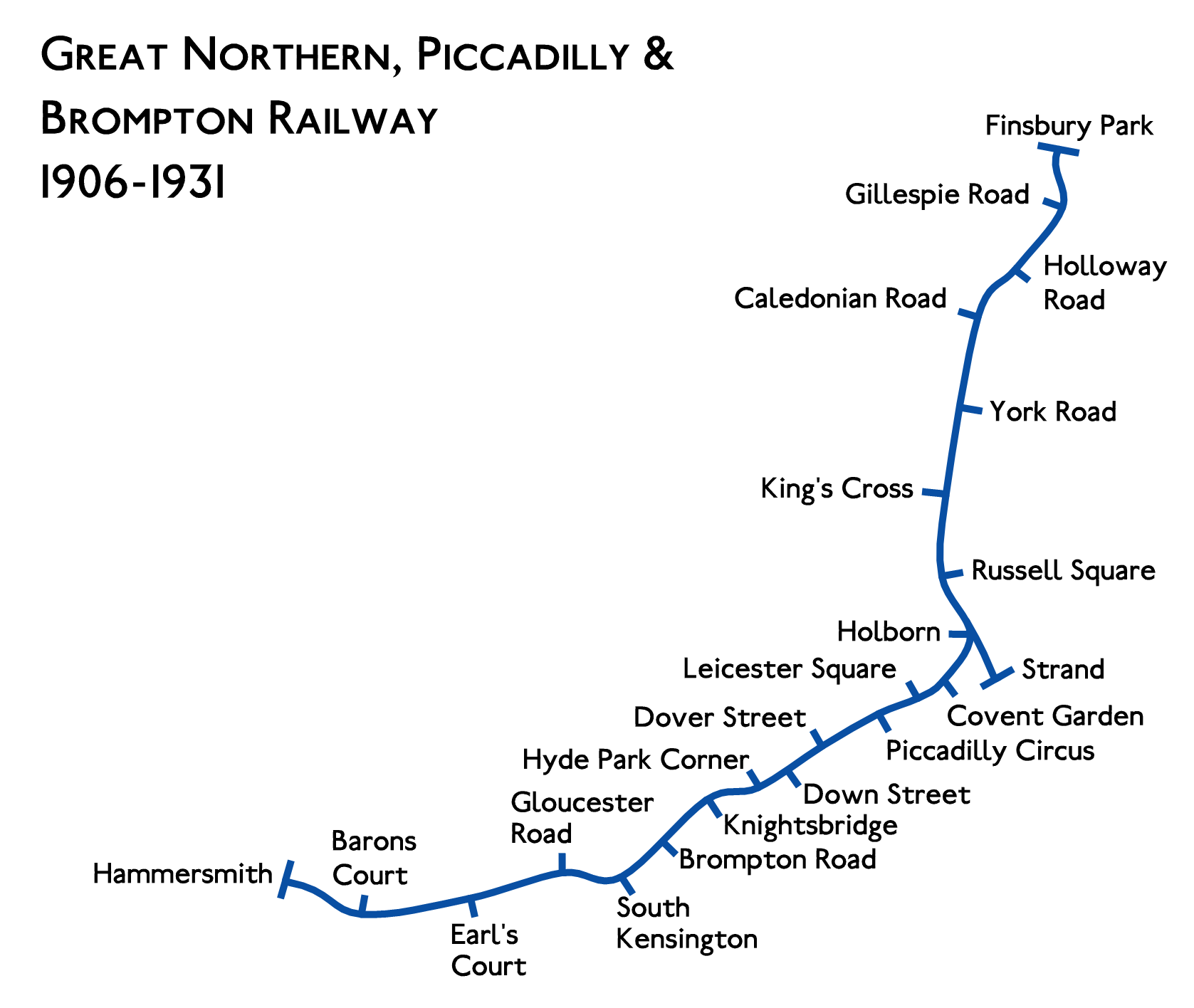
Mapa geográfico trazado de la Great Northern, Piccadilly and Brompton Railway

El Great Northern, Piccadilly y Brompton Railway (GNP&BR), también conocido como el metro de Piccadilly, fue una empresa ferroviaria establecida en 1902 que construyó un ferrocarril subterráneo "tubo" a nivel profundo en Londres. El GNP&BR se formó a través de un fusión de dos empresas mayores, la Brompton y Piccadilly Circus Railway (B&PCR) y el Gran Norte y Strand Railway (GNySR). También incorporó parte de una ruta tubo planeado por una tercera empresa, el Distrito de Ferrocarril Metropolitano (MDR). La compañía combinada era una filial de la Underground Railways Electric Company de Londres (UERL).
El B&PCR y de la GNySR se establecieron en 1896 y 1898 respectivamente, pero la construcción de los dos ferrocarriles se retrasó mientras se busca financiación . En 1902 la UERL, que ya controlaba el MDR , tomó el control de ambas empresas y levantó rápidamente los fondos, principalmente de inversores extranjeros. Se planificaron una serie de rutas diferentes , pero la mayoría fueron rechazadas por el Parlamento.
Cuando se inauguró en 1906, la línea de GNP & BR sirvió de 22 estaciones y corrió 14,17 kilómetros ( 8,80 millas ) entre su término occidental en Hammersmith y su término norteño en Finsbury Park. Una rama de 720 metros ( 2.362 pies) de corto conectado Holborn al Strand. La mayor parte de la ruta fue en un par de túneles , con 1,1 kilómetros ( 0,68 millas ) en el extremo occidental construidas sobre la tierra. En el primer año de la apertura se hizo evidente con la gestión y los inversores de que el número estimado de pasajeros para el GNP & BR y las otras líneas UERL eran demasiado optimistas . A pesar de mejorar la integración y la cooperación con las demás redes de tubos , el GNP & BR problemas financieros . En 1933, él y el resto de la UERL se tuvieron en propiedad pública. Hoy, el PIB y los túneles de la BR y estaciones forman la parte central del núcleo de la línea Piccadilly del metro de Londres.
- Datos: Q3826027
- Multimedia: Great Northern, Piccadilly and Brompton Railway / Q3826027